# Liste der Monuments historiques in Saint-Malo-de-Phily
Die Liste der Monuments historiques in Saint-Malo-de-Phily führt die Monuments historiques in der französischen Gemeinde Saint-Malo-de-Phily auf.

## Liste der Bauwerke
| Bezeichnung    | Beschreibung                | Standort                 | Kennzeichnung | Schutzstatus | Datum | Bild |
| -------------- | --------------------------- | ------------------------ | ------------- | ------------ | ----- | ---- |
| Kirche St-Malo | Erbaut in den 1900er Jahren | Place de l’Église (Lage) | PA35000074    | Inscrit      | 2015  |      |

## Liste der Objekte

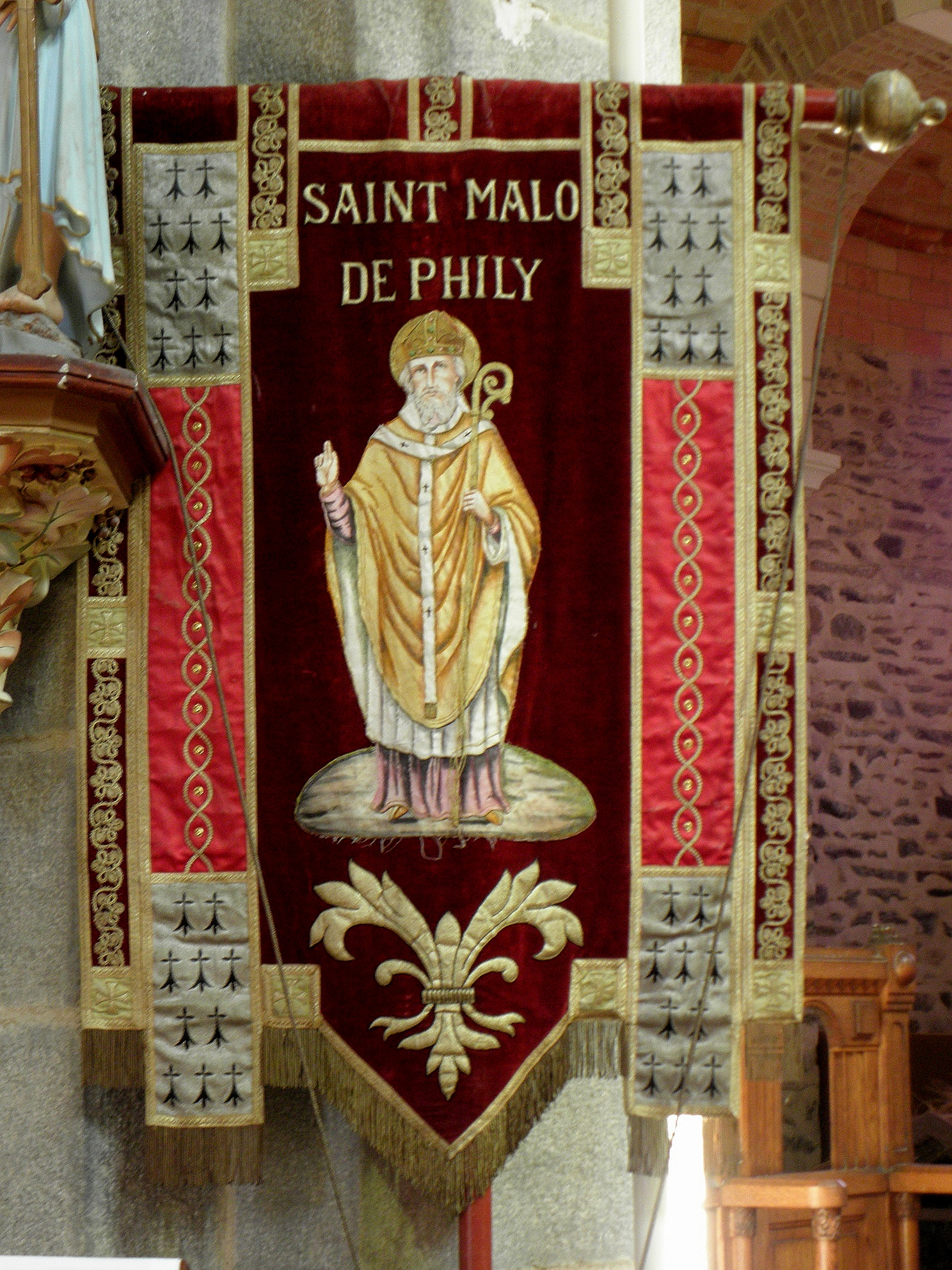
Prozessionsfahne (um 1925) in der Kirche St-Malo

- Monuments historiques (Objekte) in Saint-Malo-de-Phily in der Base Palissy des französischen Kultusministeriums